# Coin-lès-Cuvry
Coin-lès-Cuvry – miejscowość i gmina we Francji, w regionie Grand Est, w departamencie Mozela.
Według danych na rok 1990 gminę zamieszkiwało 571 osób, a gęstość zaludnienia wynosiła 86 osób/km² (wśród 2335 gmin Lotaryngii Coin-lès-Cuvry plasuje się na 547. miejscu pod względem liczby ludności, natomiast pod względem powierzchni na miejscu 864.).